# Джойс, Томас
То́мас Атол Джойс (англ. Thomas Athol Joyce; 4 августа 1878, Лондон — 3 января 1942, Роксхем, Норфолк) — британский антрополог, известен как эксперт по африканской и американской антропологии в Британском музее и руководитель раскопок цивилизации майя в Британском Гондурасе. Автор статей Британской энциклопедии и президент Королевского антропологического института.

## Биография
Родился в районе Лондона, Камден-Таун, 4 августа 1878 года. Его отец был редактором в местной газете. Поступил и окончил Хэртфорд-колледж. В 1902 году был принят на работу в Британский музей. Работал помощником у известного археолога Чарльза Рида который собирал артефакты и участвовал в научных поездках, как Эмиль Тордай в Бельгийской Конго. Джойс стал интересоваться американской антропологией и в том числе сделал рисунок тотемного столба (на илл.).
После окончания Второй мировой войны был награждён Орденом Британской империи за службу в генеральном штабе, где он дослужился до звания капитан. В 1912 году он опубликовал учебники «South American Archaeology» по археологии Южной Америки, в 1914 — «Mexican Archaeology» по археологии Мексики и «Central American Archaeology» по археологии Центральной Америки.
Писал для Британской энциклопедии, в том числе в статье Негр написал что «умственно негр уступает белому». Афроамериканский социолог Уильям Дюбуа назвал тезис «нелепым» и высмеял его описаний как «культурно, интеллектуально неполноценные».
В 1927 году в составе экспедиционной группы (в которую также входили члены Королевского географического общества), Джойс отправился в Британский Гондурас и принял участие в раскопках цивилизации майя. В том же году издал книгу об искусстве майя и предположил что рельефная скульптура превосходит месопотамскую. В 1931 году стал президентом Королевского антропологического института. Скончался 3 января 1942 года в городе Роксем, графство Норфолк.

## Личная жизнь
С первой женой Лилиан, Джойс развёлся в 1925 году. Затем жил на антропологе и путешественнице Лиллиэн Эллиотт (1874—1963). Документы или свидетельства об их официальном браке обнаружены не были.

## Комментарии
1. ↑  В оригинале англ. Mentally the negro is inferior to the white
2. ↑  В оригинале англ. culturally and intellectually inferior